# Street Fighter 2010: The Final Fight
Street Fighter 2010: The Final Fight, ou simplement nommé Street Fighter 2010 (2010 ストリートファイター, Nī Maru Ichi Maru: Sutorīto Faitā) au Japon, est un jeu vidéo d'action/plate-forme sorti en 1990 sur Nintendo Entertainment System. Dans la version japonaise, le jeu n'a aucun rapport avec la série Street Fighter, mais la version américaine a changé le nom et l'histoire du personnage principal pour le faire passer pour Ken, bien que Street Fighter 2010 ne soit pas un jeu de combat.

## Traduction
La version américaine de Street Fighter 2010 change le nom et l'histoire du personnage principal par rapport à la version japonaise, laissant croire que le héros est Ken de Street Fighter qui a mis fin à sa carrière dans les arts martiaux après avoir gagné le tournoi. À l'origine, le héros s'appelle Kevin Straker (ケビン・ストレイカー), un policier cyborg de la Police Galactique qui doit neutraliser une race de monstres appelés les parasites. Ceux-ci possèdent des pouvoirs nettement plus grands que les autres humains ou aliens grâce à l'implantation d'insectes parasites dans leurs corps. Troy s'appelle en japonais Dr. José (Dr.ホセ), et est le créateur de ces insectes parasites. Avant le combat final, il révèle à Kevin que celui-ci est un parasite qu'il a créé après lui avoir implanté un insecte dans sa tête et que son armure cybernétique a été créée par le parasite. De cette manière, le Dr. José souhaitait infiltrer la Police Galactique. À part les changements de l'histoire, le jeu reste identique dans les deux versions.